# Hidden Island
Hidden Island ist eine Insel im Lake Wakatipu, in der Region Otago auf der Südinsel von Neuseeland.

## Geographie
Hidden Island ist eine sehr kleine, lediglich 0,2 Hektar große und wenige Meter aus dem Wasser ragende Insel im Lake Wakatipu, rund 3,8 km südlich von Queenstown entfernt. Die flache Insel, die eine Höhe von 315 m über dem Meeresspiegel besitzt, hat eine Länge von 90 m in Südwest-Nordost-Richtung und eine maximale Breite von rund 30 m in Nordwest-Südost-Richtung. Die Entfernung zum südlichen Ufer des Lake Wakatipu beträgt rund 215 m.